# Urszula Krupa

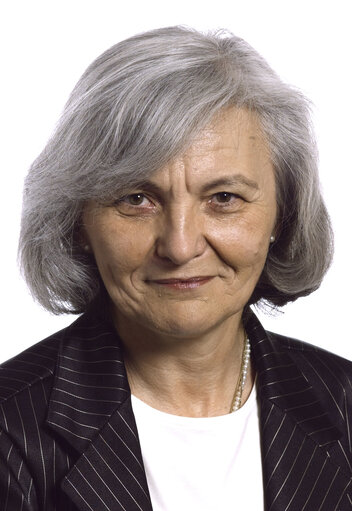
Urszula Krupa, 2012

Urszula Irena Krupa (* 20. Oktober 1949 in Łódź) ist eine polnische Politikerin der Liga Polnischer Familien.

## Leben
Krupa studierte in Lodź Medizin mit Schwerpunkt Anästhesie. Ein Postgraduierten-Studium absolvierte sie bei Radio Maryja im Bereich römisch-katholischer Journalismus. Von 2001 bis 2004 war sie Abgeordnete im Polnischen Parlament.
Von 2004 bis 2009 war Krupa Abgeordnete im Europäischen Parlament und gehörte dort der Allianz der Unabhängigen Demokraten in Europa an. Dort war sie unter anderem Mitglied im Ausschuss für die Rechte der Frau und die Gleichstellung der Geschlechter, im Ausschuss für Umweltfragen, Volksgesundheit und Lebensmittelsicherheit und in der Delegation für die Beziehungen zu Südafrika.

## Weblink
- Urszula Krupa in der Abgeordneten-Datenbank des Europäischen Parlaments

| Personendaten    | Personendaten                                  |
| ---------------- | ---------------------------------------------- |
| NAME             | Krupa, Urszula                                 |
| ALTERNATIVNAMEN  | Krupa, Urszula Irena (vollständiger Name)      |
| KURZBESCHREIBUNG | polnische Politikerin, Mitglied des Sejm, MdEP |
| GEBURTSDATUM     | 20. Oktober 1949                               |
| GEBURTSORT       | Łódź                                           |